# BSC Berlin
BSC Berlin – niemiecki klub hokejowy występujący w Landeslidze Berlin (6. klasa rozgrywek w Niemczech). Klub jako pierwszy w historii zdobył Mistrzostwo Niemiec, do BSC Berlin należy także rekord zwycięstw w krajowych rozgrywkach (20 razy). Jako druga drużyna w historii zdobyła także Puchar Spenglera.

## Sukcesy
- Mistrzostwo Niemiec (20 razy): 1912, 1913, 1914, 1920, 1921, 1923, 1924, 1925, 1926, 1928, 1929, 1930, 1931, 1932, 1933, 1936, 1937, 1944, 1974, 1976.
- Puchar Spenglera (3 razy): 1924, 1926, 1928.